# 彭家珍
彭家珍（1888年4月9日—1912年1月27日），字席儒，四川金堂（今成都市青白江区城厢镇）人，中国革命家，同盟会京津分会成員，以自殺攻擊刺殺清朝宗社黨首領要员觉罗良弼，良弼死前稱之為「奇男子」。后被中华民國尊为辛亥革命烈士，被中华人民共和国认定为革命烈士。

## 生平
彭家珍的父亲彭世勋的理想是实业救国，后曾在1902年到成都尊经书院任教，彭家珍随父亲往该书院读书。1903年，彭家珍考入成都武备学堂，1906年被派赴日本考察军事，在日本加入同盟会，于同年返回四川。之后他在四川高等军事研究所实习，后到驻扎于成都外北凤凰山的陆军第三十三协六十六标一营左队担任排长职务，1907年参与同盟会在四川的起义，起义流产后他没有暴露同盟会员身份，并在1909年4月调回六十六标一营左队担任队官（相当于连长）。1909年夏，应刚在云南升任协统的亲戚张蓬山的邀请，彭家珍于6月赴云南昆明，任陆军第十九镇随营学堂管带兼教官，随后升任提调。半年后因张蓬山失势故随营学校被裁撤。彭家珍于1910年5月初抵达奉天（今沈阳市），7月经同盟会会员刘介藩介绍担任奉天讲武堂附属学兵营前队队官。
1911年，四川发生保路运动，正逢学兵营撤销，彭家珍遂来到北京，遇到了刚从四川来京的朋友陈鸣谦。彭家珍得到了军谘府某要人的推荐信，重返奉天，由赵尔巽任命为天津兵站副官长并代理标统，于武昌起义发生后几日内到职。1911年10月下旬，彭家珍和其他人一道负责将清廷自欧洲购得的军火自奉天经京奉铁路南运至长江前线。他秘密联络陆军第二十镇驻滦州的军官施从云、王金铭，促使陆军第二十镇统制张绍曾在滦州截留了这批军火。后彭家珍为筹措起义经费和军用物资而被清廷通缉。辛亥年十二月下旬，彭家珍在上海会见了孙中山，并在上海担任四川同盟会党人旅沪支部军事部副部长，筹组北伐蜀军，后被推为蜀军副总司令，但挽拒了蜀军政府的回川邀请，接受了江苏都督程德全任命的“北方招讨使”头衔。回到天津之后，彭家珍担任同盟会京津分会军事部部长。
1912年1月中，彭家珍参与同盟会京津分会刺杀清政府要员袁世凯、良弼、载泽的策划。暗杀袁世凯行动开始前，受到京津同盟会分会的紧急指示而中止，彭家珍遂承担了刺杀良弼的任务。1月26日夜，彭家珍身着清军官服携带炸弹和手枪到金台旅馆，持与良弼有交情的奉天讲武堂监督崇恭的名片入住，并称有紧急军情要去见良弼，后换乘该旅馆的马车到良弼在大红罗厂的新住宅，得知良弼尚未回家，便乘马车准备前往善耆府，适逢良弼自外归家，彭家珍遂上前引爆炸弹，自己被弹片击中头部当场死亡。良弼当场被炸断左腿，两日之后因伤重死亡。此事件中的殒命者还有其八名卫兵。
宣統退位后，孙中山认为彭家珍“小弹丸而收巨功”，追赠他为“陆军大将军”，崇祀忠烈祠。1953年1月6日，中华人民共和国中央人民政府颁发给彭家珍家属《革命牺牲军人家属光荣纪念证》。

## 四烈士墓
彭家珍葬于今北京动物园内的四烈士墓中。1966年文化大革命期间，该墓、碑皆被毁，原址现立有“四烈士墓遗址”碑。